# Gabriëlle Anceaux
Gabriëlle Anceaux (10 april 1958) is een Nederlands theatervormgeefster, cultureel ondernemer, en bestuurder in Rotterdam. Sinds de jaren tachtig heeft ze als theatervormgever en cultureel ondernemer vele initiatieven in Rotterdam en omstreken ondersteund en deels zelf opgezet. In het nieuwe millennium was ze tien jaar directeur van het Rotterdamse debatcentrum Arminius, waar ze in 2018 is opgevolgd door Rutger Wolfson.

## Levensloop

### Jongere jaren
Vanaf midden jaren zeventig studeerde Anceaux aan de Academie voor Beeldende Kunsten te Rotterdam. Ze begaf zich in die tijd in de Rotterdamse artistieke kringen met onder andere Verena Nuding, Hans Citroen, Bob van Persie, Daan van Golden en Frans Vogel.
Na haar academietijd rond 1980 kreeg Anceaux enige bekendheid door haar theatervorming voor het komische duo Aat Ceelen en Leo Hogenboom, die van het Piccolo Theater en Theater Zuidplein in Rotterdam tot in Theater De Balie in Amsterdam optraden.
Later in de jaren tachtig werkte ze samen in het danstheater met de choreografe moderne dans Angelika Oei. Ze ging ook mee op tournee naar de Verenigde Staten en Canada. In die tijd verzorgde ze ook de kostuums voor een dansstuk van Nan Romijn, en voor de optredens van cabaretier Bert Visscher.

### Jaren negentig
In de begin jaren negentig richtte Anceaux de Stichting Unica & Replica op voor de promotie van jonge kunstenaars en vormgevers in Rotterdam en omstreken. Het was de "bedoeld om beeldende kunstenaars aan te zetten tot het maken van toegepaste kunst en ze daarvoor een podium te bieden."
De groep rond Unica & Replica presenteerde zich in 1993 met een tijdelijke expositie de Mauritsweg in Rotterdam. In het jaar erop, in 1994, presenteerde Unica & Replica een grote overzichtsexpositie in het Hilton Rotterdam. In tien hotelkamers werd het werk getoond van 26 kunstenaars, waaronder dat van Hans van Bentem, Marcel Douwe Dekker, Marlies Dekkers, Liesbeth van Ginneken, Sis Josip, Isabel De Pater en Antoine Timmermans.
Met Eleonoor Jap Sam bouwde Anceaux met Unica & Replica een eigen Artware-collectie op, die ze enkele jaren op de grote interieurbeurzen tot over de grenzen presenteerden. In 1995 werd de jaarlijkse overzichtsexpositie in Mechelen georganiseerd. Enkele producten werden in eigen beheer vervaardigd, waaronder de stoel, genaamde Welcome, van Gerrit Schilder. Door samenwerking met een Engelse lichtontwerper SKK in Londen en beurspresentaties elders, kwam een wereldwijde designverkoop op gang.
Eind jaren negentig werkte Anceaux samen met Ted Langenbach bij Now&Wow Beide organiseerde in 1997 de Nacht van de Kunstopdracht in het kader van Leiden Cultuurstad 1997.

### Nieuwe millennium
In het nieuwe millennium werkte Anceaux samen met het V2 Instituut voor de instabiele media met een internationaal team van computer programmeurs en vormgevers aan de ontwikkeling van een zogenaamde CodeZebra Habituation Cages en Software, die werd gepresenteerd op de DEAF03 manifestatie.
Vanaf 2008 was Anceaux tien jaar directeur van het Rotterdamse debatcentrum Arminius, gevestigd in de voormalige Arminiuskerk tegenover Boymans. Dit debatcentrum heeft dezelfde functie als De Balie in Amsterdam, en wel het bieden van een podium voor het vrije woord, eigentijdse kunst, politiek en cultuur. Sinds de sluiting van Zaal de Unie achterin Café De Unie is Armenius het enige debatcentrum in Rotterdam.
Als directeur sprak ze zich uit over de aanleg van het iconisch depotgebouw van Boymans onder Sjarel Ex in het Museumpark, dat er ondanks felle kritiek en een rechtszaak toch was gekomen. Ze vroeg zich af waarom de omliggende musea geen insprak en zeggenschap konden krijgen in de programmering van het Collectiegebouw?

## Werk
Theatervormgeving en/of kostuums, een selectie
- 1979. Het gehaim van het soekses van Jules Dister en Pllsie voor de pianist van Aat Ceelen.[7][10]
- 1987. Oidan Skroeba, choreografe/danseres Angelika Oei
- 1988. Regendans van Angelika Oei
- 1990. Anti-Gravity, choregrafie van Monica Lundström, première in Lantaren/Venster, Rotterdam.